# Цегеш (Илфов)
Цегеш (рум. Țegheș) насеље је у Румунији у округу Илфов у општини Домнешти. Oпштина се налази на надморској висини од 88 m.

## Становништво
Према подацима из 2002. године у насељу је живело 553 становника.

### Попис2002.
| Расподела становништва по националности 2002.‍ | Расподела становништва по националности 2002.‍ | Расподела становништва по националности 2002.‍ | Расподела становништва по националности 2002.‍ | Расподела становништва по националности 2002.‍ |
| --------------------------------------------- | --------------------------------------------- | --------------------------------------------- | --------------------------------------------- | --------------------------------------------- |
|                                               |                                               |                                               |                                               |                                               |
| Румуни                                        | Румуни                                        |                                               | 547                                           | 98,9%                                         |
| Роми                                          | Роми                                          |                                               | 6                                             | 1,1%                                          |